# شاكر محمود شكري
اللواء الركن شاكر محمود شكري ( 1912 - 2012) عسكري وسياسي عراقي سابق.

## نشأته وحياته
ولد في بغداد عام 1912 أو 1916. دخل الكلية العسكرية عام 1934 وتخرج منها عام 1936، ثم تخرج من كلية الأركان العراقية (الدورة الثاني عشر) سنة 1942 بتقدير جيد جدا، ثم دخل دورة الضباط الأقدمين في بريطانيا عام 1952.

## حرب 1948
شارك في حرب فلسطين 1948 وكان أحد الضباط المتميزين في الحرب حيث استطاع في معركة رمات هاكوفيش أسر الكثير من الصهاينة والحصول على غنائم كثيرة. ويذكر المؤرخ الفلسطيني عارف العارف أنه زار بغداد والتقى بتاريخ 13 كانون الأول 1953 العقيد الركن شاكر محمود شكري، آمر الفوج الآلي الذي أدار هذه المعركة، وسأله عن اخبار معركة رمات هاكوفيش، فاجاب بقوله:
إلى أن قال:
```
وأضاف:
```

## تنظيم الضباط الوطنيين
كان أحد الضباط الأحرار عام 1952، وشغل منصب رئيس البعثة العسكرية في ليبيا بين عامي 1956 و1958.
شغل منصب معاون رئيس أركان الجيش لكن عبد الكريم قاسم أبعده عن المنصب سنة 1959 في حملة شملت الزعيم الركن ناظم الطبقجلي قائد الفرقة الثانية، والزعيم الركن عبد العزيز العقيلي قائد الفرقة الأولى.

## عمله السياسي
تقلد منصب سفير العراق في إسبانيا للفترة من عام 1963 إلى 1966، ثم تقلد منصب وزير الدفاع 1966 ولغاية عام 1968، وخلال هذه الفترة شارك في حرب فلسطين عام 1967 بصفته وزير الدفاع العراقي، أحيل على التقاعد بعد ثورة 17 تموز 1968.
له الكثير من المؤلفات والتراجم.

## وفاته
توفي في 14 أيلول 2012

## معرض الصور

وزير الدفاع شاكر محمود شكري يكرم الملازم علوان العبوسي (لواء ركن طيار فيما بعد) بعد تخرجه من كلية الطيران
وزير الدفاع شاكر محمود شكري مع ضباط شاركوا في حرب فلسطين 1967